# Ізмайлов Марат Наїльович
Мара́т Наї́льович Ізма́йлов (рос. Измайлов Марат Наилевич, нар. 21 вересня 1982, Москва) — російський футболіст, півзахисник.
Насамперед відомий виступами за клуби «Локомотив» (Москва) та «Спортінг», а також національну збірну Росії.

## Клубна кар'єра
У дорослому футболі дебютував 2001 року виступами за команду клубу «Локомотив» (Москва), в якій провів шість сезонів, взявши участь у 141 матчі чемпіонату. Більшість часу, проведеного у складі московського «Локомотива», був основним гравцем команди.
Своєю грою за цю команду привернув увагу представників тренерського штабу клубу «Спортінг», до складу якого приєднався на умовах оренди 2007 року. Відіграв як орендований гравець сезон 2007-08, протягом якого здебільшого виходив на поле в основному складі команди. 2008 року португальський клуб уклав з росіянином повноцінний контракт.
8 січня 2013 офіційно став гравцем «Порту», підписавши контракт на 2,5 роки з можливістю продовження ще на рік. Дебютував за клуб 13 січня в матчі проти «Бенфіки», вийшовши на заміну на 75 хвилині зустрічі за рахунку 2:2. 19 січня Марат забив перший гол за «Порту», вразивши ворота «Пасуш ді Феррейра».
На початку 2014 року азербайджанська «Габала», очолювана Юрієм Сьоміним, з яким Ізмайлов працював в «Локомотиві», взяла гравця на піврічну оренду, протягом якої Ізмайлов допоміг команді зайняти 3 місце в чемпіонаті і вийти у фінал Кубка країни . По закінченні оренди гравець повернувся в розташування «Порту».
У липні 2014 року російський футбольний клуб «Краснодар» оголосив про перехід Ізмайлова в стан «биків» на умовах річної оренди з правом продовження. Проте виступи у Краснодарі обмежилися одним сезоном, у «Порту» гравцю місця також не знайшлося і 2015 року він отримав статус вільного агента.

## Виступи за збірну
2002 року дебютував в офіційних матчах у складі національної збірної Росії. Провів у формі головної команди країни 35 матч, забивши 2 голи, після 2012 року до її лав не викликався.
У складі збірної був учасником чемпіонату світу 2002 року в Японії і Південній Кореї, чемпіонату Європи 2004 року у Португалії, а також чемпіонату Європи 2012 року в Польщі і Україні.

## Досягнення

### Командні
Локомотив (Москва)
- Чемпіон Росії (2): 2002, 2004
- Срібний призер чемпіонату Росії: 2001
- Бронзовий призер чемпіонату Росії (2): 2005, 2006
- Володар Кубка Росії: 2000/2001
- Володар Суперкубка Росії (2): 2003, 2005
- Володар Кубка Співдружності: 2005

 Спортинг (Лісабон)
- Володар Кубка Португалії: 2006/2007, 2007/2008
- Володар Суперкубка Португалії (2): 2007, 2008

 Порту
- Чемпіон Португалії: 2012/2013